# Calle San Antonio (Oviedo)
La calle San Antonio es una vía pública de la ciudad española de Oviedo.

## Descripción
La vía, que se llamó «calle de So-el-azogue» por estar bajo un mercado árabe, cambiaría más tarde el nombre por el actual. Discurre en la actualidad desde Cimadevilla hasta la confluencia de Santa Ana con Mon, donde entronca con la Canóniga. Aparece descrita en El libro de Oviedo (1887) de Fermín Canella y Secades con las siguientes palabras:

San Antonio.—Antes de So-el-azogue por estar bajo el azogue, que así se llamaba antiguamente por etimología árabe la plaza de trato y comercio público. El Sr. Fernández Guerra ha publicado una interesante escritura del Cabildo Catedral, del arriendo de una casa cabo la Çogue et con dos heras et una losa en 1291, y el mismo doctísimo académico, acusando en carta cariñosa el recibo de nuestro romance intitulado La calle de So-el-azogue—donde narramos una insegura tradición ovetense—nos decía: "Me llama la atención el nombre, pues "solazogue" no quiere decir al sinó por bajo de la plaza. Azogne, zoco y azoguejo no son otra cosa que el zog ó plaza donde se vendían víveres ó ropa; de aquel el zocatín de Granada, zocodóver de Toledo y el azoguejo de Segovia; de suerte que el mercado árabe de Oviedo estaba por encima de la calle de Solazogue". Terminaba esta corta calle en el Cantón de la Barbería antes de la regularización moderna que, por aquellas edificaciones simétricas donde influyen la calle en cuestión, la de Mon, la Canóniga y la de Santa Ana, denominó á este sitio Cuatro Cantones. Aquí vivió Alonso Suárez de So-el-azogue, procurador general de la ciudad que defendió los derechos de la misma en 1448 en nombre de D. Enrique, sexto príncipe de Asturias, contra el portazguero de Mieres. Bien entrada la época moderna la calle cambió su nombre por el de San Antonio á causa de una efigie del santo allí colocada.—Ent.: Cimadevilla.—Conc.: Canóniga.
(Canella y Secades, 1887, p. 122)